# Peschiers Gård
Peschiers Gård eller Peschiers Palæ er et palæ i Holmens Kanal i København bygget for Pierre Peschier efter bybranden i 1795 med C.F. Harsdorff som arkitekt. Bygningen blev fredet i 1918.
1784 erhvervede den velhavende købmand Pierre Peschier den tidligere ejendom på grunden. Københavns brand 1795 lagde store dele af byen øde og ramte også denne bygning. Peschier besluttede at opføre en statelig bygning, et palæ, som blev opført fra 1795 til 1798.
1850 ejedes bygningen af klaverfabrikant C.C. Hornung der lod bygningen forhøje og ombygge af G.F. Hetsch,
1872 købte Landmandsbanken ejendommen, og den har i mange år været hovedsæde for efterfølgeren Danske Bank, der i 2016 solgte den til den skotske forsikringsgruppe Standard Life. Banken vil dog indtil videre fortsætte som lejer og blive boende i bygningerne.

## Galleri
| - Peschiers Gård omkring 1880 - Bygningen i begyndelsen af 2000-tallet |